# Затон (Дубровник)
Затон (хорв. Zaton, итал. Malfi) — населённый пункт в Дубровницко-Неретвинской жупании, Хорватия. Туристический курорт на побережье Адриатического моря. Пригород Дубровника.

## География
Расположен на берегу одноимённого залива, в 8 километрах к северо-западу от Дубровника, рядом с населённым пунктом Орашац, административно также относящимся к Дубровнику. Высота центра над уровнем моря — 16 метров.

## Население
По данным переписи населения 2011 года, число жителей Затона составляло 985 человек, из них 458 мужчин и 527 женщин; детей в возрасте до 14 лет включительно — 153, лиц старше 65 лет —— 174.
Динамика численности населения Затона по данным Хорватского бюро статистики:
| 1857 | 1869 | 1880  | 1890  | 1900  | 1910  | 1921  | 1931  | 1948  | 1953  | 1961  | 1971  | 1981  | 1991  | 2001  | 2011  |
| ---- | ---- | ----- | ----- | ----- | ----- | ----- | ----- | ----- | ----- | ----- | ----- | ----- | ----- | ----- | ----- |
| 521  | 521  | ↘ 485 | ↗ 498 | ↘ 489 | ↗ 497 | ↘ 450 | ↗ 457 | ↘ 437 | ↗ 454 | ↘ 434 | ↗ 456 | ↗ 565 | ↗ 707 | ↗ 858 | ↗ 985 |

Примечание: данные за 2001 год уменьшены за счет отделения села Лозица; данные за 1857, 1869, 1921, 1931, 1981 и 1991 годы включают село Лозица.
Национально-религиозный состав Затона согласно переписи населения 1991 года:
| Национальность | Человек | %     |
| -------------- | ------- | ----- |
| хорваты        | 603     | 85,29 |
| сербы          | 37      | 5,23  |
| югославы       | 7       | 0,99  |
| мусульмане     | 6       | 0,85  |
| прочие         | 54      | 7,64  |
| ВСЕГО          | 707     | 100   |

## История
Берега залива Затон покрыты густой зеленью, они были популярным местом отдыха и в далёком прошлом. Вокруг залива построили свои летние усадьбы семейства дубровницкой аристократии эпохи Возрождения: Гучетич, Менчетич, Соркочевич, Сарака и Лукаревич.
Во времена «Югославского кризиса», в ноябре 1991 года, Затон, как и другие пригороды Дубровника, и сам Дубровник, попал в зону военных действий.

## Описание
Населённый пункт включает в себя 4 селения: Затон-Мали, Затон-Велики, Стиковица и Врбица.
В Затон-Велики есть небольшая пристань. Пешеходная тропа в гору ведёт к селу Побрежье (4,5 км), расположенному на пути к Моцильской сталактитовой и сталагмитовой пещере.
Основные занятия местных жителей: обслуживание туристов (сдача в наём апартаментов, рестораны, водные виды спорта и пр.), рыболовство, виноградарство и выращивание маслин.
В Затоне есть несколько ресторанов, пиццерия, небольшой продуктовый магазин, пекарня, работают отделения почты и банка.

## Галерея
- Автомагистраль D8[англ.] в Затоне
- Церковь Богоматери в Затоне
- Стиковица
- Вид на Стиковицу из
Затон-Велики
- Мост в Стиковице